# Dasychira grata
Dasychira grata är en fjärilsart som beskrevs av George Duryea Hulst 1923. Dasychira grata ingår i släktet Dasychira och familjen tofsspinnare. Inga underarter finns listade i Catalogue of Life.